# Акусилай
Акусила́й Аргосский (др.-греч. Ἀκουσίλαος) — древнегреческий логограф, историк VI века до н. э., также мифограф.

## Жизнь
Был дорийцем по происхождению, писал на ионийском диалекте. Имя его отца было Каб или Скабр, происходил он из Керкады (города близ Авлиды) или из Аргоса.
Его деятельность датируют между 575 и 525 годами до н. э. либо второй половиной VI века до н. э. Иосиф Флавий называет Акусилая наряду с Кадмом одним из самых ранних историков, который жил незадолго до вторжения персов в Элладу. Гермипп включал Акусилая в перечень 17 лиц, причислявшихся к Семи мудрецам (также в их числе его указывал Климент Александрийский).

## Произведения
Он написал книгу «Генеалогии» — первое прозаическое историческое сочинение, которое, однако, уже в античности многими считалось не подлинным; оно не сохранилось. В издании Мюллера собран 31 фрагмент сочинения Акусилая, состоявшего не менее чем из 3 книг. Как автор генеалогий, упоминается в византийском словаре Суда.
Источником его генеалогий послужили, согласно «Суде», некие бронзовые таблицы, которые его отец нашёл в земле, — отмечает Д. О. Торшилов, который пишет, что, «возможно, именно ложность этой легенды, а не более поздний подлог, имеет в виду „Суда“, говоря о подложности сочинений Акусилая».
Согласно Клименту Александрийскому, исторический труд Акусилая был переложением в прозе стихов Гесиода, однако Иосиф Флавий отмечает, что Акусилай делал многочисленные поправки к родословиям Гесиода. Псевдо-Аполлодор 9 раз ссылается на версии Акусилая, отмечая как сходства с Гесиодом, так и расхождения с ним.
От теогонии Акусилая, по Дильсу-Кранцу, сохранилось всего 5 свидетельств и три фрагмента, которые к тому же содержат противоречия. Таким образом, об учении мудреца известно очень мало. Согласно Евдему Родосскому в передаче Дамаския, первоначалом Акусилай полагал непознаваемый Хаос, из которого вышли Эреб (мужское начало) и Ночь (женское начало). От совокупления Эреба и Ночи родились Эфир, Эрос и Метис, а от них — множество других богов.
Согласно же Платону, Акусилай следовал за Гесиодом в том, что Гея и Эрос рождались после Хаоса. Ещё один источник утверждает, что Акусилай называл Эрота сыном Ночи и Эфира.